# Момир Алвировић
Момир Алвировић је математичар, инжењер и предузетник, ваздухопловни ентузијаста, специјалиста за радиометријску датекцију, међународно сертификовани оператер беспилотних летелица и акредитовани предавач.
Момир Алвировић је суоснивач Агродрона - мултидисциплинарног тима за примену беспилотних летелица у пољопривреди и професионалне флоте дронова за мултиспектралну детекцију и прецизне третмане усева.
Почасни је члан Адлигата.